# Doon Mackichan
Sarah-Doon Mackichan (Westminster, 1962) è un'attrice britannica.
Tra le sue numerose apparizioni televisive, sicuramente le più note sono nella sit-com umoristica (di cui è anche coautrice), Smack the Pony e nella serie televisiva Good Omens, tratta dall’omonimo romanzo, nella quale interpreta l’arcangelo Michele. È sposata con l'attore Anthony Barclay ed ha tre figli.

## Filmografia

### Attrice

#### Cinema
- I rubacchiotti (The Borrowers), regia di Peter Hewitt (1997)
- Wild About Harry, regia di Declan Lowney (2000)
- Gladiatress, regia di Brian Grant (2004)
- Chronicles of War, regia di Peter Richardson(2004)
- Anuvahood, regia di Adam Deacon e Daniel Toland (2011)
- Acts of Godfrey, regia di Johnny Daukes (2012)
- Breaking the Bank, regia di Vadim Jean (2014)
- Winterlong, regia di David Jackson (2018)

#### Televisione
- Hale and Pace – serie TV, 2 episodi (1986-1989)
- Birds of a Feather – serie TV, 1 episodio (1990)
- London's Burning – serie TV, 1 episodio (1991)
- Sean's Show – serie TV, episodio (1992)
- The Day Today – serie TV, 7 episodi (1994)
- The Glam Metal Detectives – serie TV, 5 episodi (1995)
- I'm Alan Partridge – serie TV, 1 episodio (1997)
- Our Mutual Friend – miniserie TV 4 puntate (1998)
- Smack the Pony – serie TV, 24 episodi (1999-2017)
- The Strangers – serie TV, 1 episodio (2000)
- Beast – serie TV, 12 episodi (2000-2001)
- Bedtime – serie TV, 6 episodi (2002)
- Wire in the Blood – serie TV, 2 episodi (2002)
- Taking the Flak – serie TV, 7 episodi (2009)
- New Tricks - Nuove tracce per vecchie volpi – serie TV, 1 episodio (2010)
- Le avventure di Sarah Jane – serie TV, 1 episodio (2010)
- Me and Mrs Jones – serie TV, 1 episodio (2012)
- Plebs – serie TV, 20 episodi (2013-2018)
- Toast of London – serie TV, 18 episodi (2013-2015)
- Psychobitches – serie TV, 3 episodi (2014)
- Two Doors Down – serie TV, 36 episodi (2016- incorso)
- The Rebel – serie TV, 1 episodio (2016)
- Good Omens – serie TV, 8 episodi (2019-in corso)
- Pure – serie TV, 1 episodio (2019)
- Flack – serie TV, 1 episodio (2020)
- The Duchess – serie TV, 3 episodi (2020)
- Funny Woman - Una reginetta in TV – serie TV, 2 episodi (2023)
- Delitti in Paradiso - Feste in famiglia (It's Behind You), regia di Steve Brett – film TV (2023)

### Doppiatrice
- Bon and Margareth - serie animata, 7 episodi (1998-2001)
- Bromwell High - serie animata, 13 episodi (2005)
- Modern Toss - serie TV, 6 episodi (2008)
- Il mostro dei mari (The Sea Beast), regia di Chris Williams (2022)

## Doppiatrici italiane
Nelle versioni in italiano delle opere in cui ha recitato, Doon Mackichan è stata doppiata da:
- Michela Alborghetti in Good Omens (ep. 1x01)
- Cinzia De Carolis in Good Omens (ep. 1x03-04, 1x06)
- Franca D'Amato in Good Omens (s.2)